# Comtat de Chiaggiolo
El comtat de Chiaggioulo fou una jurisdicció feudal italiana que comprenia la Val del Bidente.
Feu de l'església des del 754, pertanyia a l'església de Ravenna fins que el va infeudar a uns comtes al segle xi. Al segle xiii el comtat passa a Malatesta I da Verrucchio des de vers el 1262 o 1263. Per un matrimoni de conveniència va concedir al seu fill Paolo il Bello el comtat de Chiaggiolo el 29 d'agost de 1269. Paolo fou capità del poble i conservador de la pau de Florència el desembre del 1282. Va tenir relacions amoroses amb la seva cunyada Francesca de Polenta, dona de son germà Gianciotto Malatesta, que per això el va matar el 1285. Fou el tronc de la línia dels Malatesta comtes de Chiaggiolo. El comtat va passar als Manfredi de Faenza i després als Malatesta (1462) amb el que va quedar integrar de facto al ducat d'Urbino. Napoleó Orsini que tenia el títol de comte per herència també va dominar una part del comtat. Al segle xvi fou assolat per Carles III de Borbó quan anava cap a Roma (1525) i fou assolat un altre cop el 1642 pels soldats d'Odoard Farnesi, que anaven cap a Castro a la Toscana. Amb l'extinció dels della Rovere el comtat es va integrar de fet als dominis pontificis el 1631.